# Assemblaggio a secco
L'assemblaggio a secco è una tecnica costruttiva in cui il manufatto edilizio è realizzato attraverso l'unione di due o più componenti diversi. Nell'assemblaggio a secco i componenti vengono uniti con tecnologie di giunzione di tipo meccanico e resi solidali attraverso una precisa logica costruttiva senza l'impiego di materiali di connessione destinati a consolidarsi dopo la posa, come collanti e sigillanti.
I componenti, già finiti dal punto di vista formale, in quanto precedentemente lavorati, vengono assemblati reciprocamente e/o con gli elementi dell'edificio già realizzati. Le parti dell'edificio soggette a procedure di assemblaggio possono infatti riguardare solo alcuni elementi della costruzione oppure estendersi all'intero organismo architettonico.

## Tecnica
Le procedure di assemblaggio impongono che in sede di progettazione del componente sia risolto il problema del collegamento e dell'integrazione tra gli elementi costruttivi sia sotto il profilo della forma che della tecnica di collegamento. Nel primo caso vi è la necessità di rendere dimensionalmente compatibili, in fase di montaggio, elementi derivanti da produzioni differenti; nel secondo caso la necessità di renderli collegabili tra loro, al fine di semplificare ed accelerare le procedure di messa in opera. 
Tali componenti  sono predisposti alle operazioni di montaggio e successivo smontaggio. Essi una volta smontati possono essere riciclati o riutilizzati.
Tali tecniche rappresentano, infatti, un punto di riferimento per dare risposte concrete alle esigenze del moderno costruire chiamato a confrontarsi con le seguenti problematiche:
- ridurre i tempi di costruzione e sovrapporre la fase di progettazione con quella di costruzione;
- raggiungere un alto livello di flessibilità d'uso dell'edificio realizzato.

La possibilità di progettare e realizzare le parti dell'edificio in luoghi differenti, per assemblarle successivamente in cantiere in tempi brevi, unita alla maggiore facilità nella sostituzione degli elementi eventualmente degradati, porta a considerare tali tecniche “una componente fondamentale della progettazione, caratterizzando non tanto le fasi esecutive, ma intervenendo sin dalle prime fasi di ideazione dell'opera da realizzare. L'introduzione di tecniche costruttive a secco consente  di prevedere con buona approssimazione i tempi e le fasi di lavoro in cantiere favorendo una programmazione più puntuale delle operazioni da effettuare e limitando al massimo i tempi morti nella realizzazione, che provocano inevitabilmente l'innalzamento dei costi di costruzione.”
Anche se comunemente l'assemblaggio è considerato come una tecnica specifica della costruzione industrializzata, bisogna sottolineare che oggi esso interagisce fortemente con gli aspetti ideativi e metodologici del fare architettonico, tanto da poter essere considerato una vera e propria tecnica progettuale.   

## Storia
Una lettura storica delle costruzioni condotta attraverso lo studio delle tecniche esecutive dimostra come molti edifici, antichi e moderni, nei contesti geografici più disparati, siano stati realizzati attraverso l'unione a secco di elementi lavorati fuori dal cantiere o a piè d'opera.
Nella cultura preindustriale tali tecniche costruttive costituivano il risultato di culture materiali consolidate, capaci di fare uso sapiente delle risorse che l'ambiente circostante metteva a disposizione. Un esempio è dato dall'impiego di materiali quali la pietra o il legno strutturale che per le loro caratteristiche imponevano l'utilizzo dell'assemblaggio a secco in modo quasi deterministico, ad esempio nelle fasi di progettazione, realizzazione e gestione di un green building.